# Krimfront
Die Krimfront (russisch Крымский фронт/ Krymski front) war ein Großverband der Roten Armee während des Zweiten Weltkrieges.
Die Krimfront wurde am 28. Januar 1942 aus der Kaukasusfront und dem Verteidigungsbereich Sewastopol gebildet und bestand bis zum 19. Mai 1942. Die unterstellten Verbände wurden an die Nordkaukasusfront abgegeben.

## Operationen
Unter der Aufsicht von Lew Sacharowitsch Mechlis, der als Repräsentant der Stawka fungierte, unternahm die Front am 27. Februar 1942 eine Angriffsoperation auf die deutsche 11. Armee unter Generaloberst Erich von Manstein. Eine Gegenoffensive der deutschen Truppen zwischen dem 8. und dem 19. Mai 1942 (Unternehmen Trappenjagd) trieb die drei Armeen der Krimfront (44., 47. und 51. Armee) unter schweren Verlusten (150.000 Mann) ins Meer. Lediglich die Festung Sewastopol konnte sich noch bis zum 2. Juli 1942 halten.

## Oberkommando
- Generalleutnant D. T. Koslow (später zum Generalmajor degradiert)
- Divisionskommissar F. A. Schamanin (Mitglied des Militärrats)
- Generalmajor Fjodor Iwanowitsch Tolbuchin (Chef des Stabes, Januar–März 1942)
- Generalmajor P. P. Wetschny (Chef des Stabes, März–Mai 1942)